# Trin-i-tee 5:7
Trin-I-Tee 5:7 (1998 em New Orleans, Louisiana), é um duo de Musica gospel e R&B estadunidenses comercializado como uma alternativa do gospel a grupos como Destiny's Child e TLC. Trin-i-tee 5:7 já vendeu mais de 2,5 milhões de álbuns.
Em 1998, o grupo lançou seu primeiro álbum, intitulado Trin-I-Tee 5:7, que estréia em #1 nas paradas Top Gospel. O álbum contou com as canções "God's Grace" e o cover "Oh! Mary Don't You Weep". O álbum mais tarde se tornou disco de ouro. Em 1999, Terri Brown deixou o grupo e foi substituído mais tarde pelo cantor Adrian Anderson. Durante esse ano, o grupo gravou e lançou seu segundo álbum, Spiritual Love. O álbum se tornou do grupo o segundo álbum #1 nas paradas Top Gospel. O álbum continha os singles "Put Your Hands" e "My Body". Em 2002, o grupo lançou seu terceiro álbum The Kiss, que estreou em #2 nas paradas Top Gospel da Billboard.
Em 2007, o grupo deixou GospoCentric Records e assinou um contrato com a gravadora Spirit Rising Music. No final de 2007, Trin-i-tee 5:7 lançou seu quinto álbum T57, que contou com o evangelho top ten single "Listen". T57 traçado #2 sobre os álbuns do Evangelho Top, #5 nas paradas Top cristãs, e #12 no Top R&B charts.

## Carreira Musical

### Origens
O grupo gospel New Orleans baseada composto por amigos elementares Anjo Taylor, Chanelle Hayes, Terri e Brown, foi levado ao conhecimento da gravadora gospel GospoCentric Records por seu gerente de Kenneth Grant. Selo proprietário Viki Mack Lataillade imaginado deles atravessando para o mercado urbano como seu principal artista Kirk Franklin tinha quatro anos antes. "A great deal of attention was put into their imaging because there's a fine line you have to walk with female talent with relation to church and secular audiences as well," Lataillade told Billboard magazine in 1998. "Uma grande parte da atenção foi colocado em sua imagem, porque há uma fina linha que você tem que andar com o talento feminino com relação à igreja e audiências seculares, bem como", disse Lataillade Billboard magazine em 1998.
A etiqueta com o nome do grupo de Trin-I-Tee 5:7 baseada em 1 João 5:7 escritura bíblica que se refere à Trindade.

### Trin-I-Tee 5:7
O projeto do grupo auto-intitulado de estréia foi lançado em 1998 com créditos de produção, incluindo R. Kelly e Jakes TD. Com pré encomendas de 100.000 cópias e uma agressiva campanha de marketing urbano, o projeto estreou na 3° nas paradas gospel e, eventualmente, se aproximou do "top slot". Ele também chegou aos R&B Top 20 charts e acabou por ser certificado ouro.O álbum criou três hits de rádio evangélicas com "You Can Always Call His Name", "Mary Don't You Weep" e "God's Grace". O CD viria a passar 7 semanas em #1 na parada Billboard's Top Gospel Album chart, mais de 30 semanas no Top on Billboard's Contemporary Christian chart, e quase 50 semanas no Billboard's Top R&B Albums chart.

## Estilo
Estilo Trin-i-tee 5:7 "descansa" com seu grupo vocal, imagem e canções. Vocalmente, o contraste entre contralto pesado Chanelle, no fundo, quase andrógino, e de alta-frequência de Angel soprano, distintivo é um dos centros para o seu estilo. Musicalmente, o grupo tem sido consistente com o uso de R&B de estilo canções e letras que discutem suas vidas como mulheres cristãs, em oposição ao assunto típico encontrado na música religiosa diversa, o que lhes trouxe alguma controvérsia na indústria da música gospel, bem como na "religião todos juntos". No entanto, eles são mais reconhecidos e muitas vezes criticado por suas escolhas de estilo de moda e vestuário, a escolha de um estilo mais moderno, feminista do vestido, que algumas audiências encontrar traje inadequado para os músicos cristãos.

## Filantropia
Depois do furacão Katrina, Trin-i-tee 5:7 formado o Trin-i-tee 5:7 Ambassador of Hope and Triumph Campaign. O grupo tomou a campanha para New Orleans, oferecendo ajuda aos afetados pelo furacão. Eles também visitaram Mississippi. Em 2008, Trin-i-tee 5:7 aproveitou a campanha para Sacramento e Los Angeles, Califórnia, e Houston, Texas.

## Vida Pessoal
Chanelle Hayes datado Lamman Rucker da novela As the World Turns.

## Discografia
- 1998: Trin-i-tee 5:7
- 1999: Spiritual Love
- 2002: The Kiss
- 2007: Holla: The Best of Trin-i-tee 5:7
- 2007: T57
- 2009: Love, Peace, Joy at Christmas
- 2011: Angel & Chanelle

## Awards e Nomiações
- BET Awards
  - 2008 Best Gospel Artist - Indicado
  - 2009 Best Gospel Artist - Indicado

- Dove Award
  - 2008 Urban Recorded Song of The Year "Listen" - Venceu
  - 2008 Urban Album of The Year "T57" - Venceu

- Grammy Award
  - 2003 Best Contemporary R&B Gospel Album "The Kiss" - Indicado
  - 2008 Best Contemporary R&B Gospel Album "T57" - Indicado